# Ibrahima Wadji
Ibrahima Wadji (Bignona, 5 maggio 1995) è un calciatore senegalese, attaccante del Saint-Étienne.

## Carriera

### Club
Prodotto dell'Académie Mawade Wade, Wadji ha giocato il campionato 2013-2014 con la maglia dello Yeggo Dakar, che è retrocesso al termine della stagione. L'anno successivo, è stato in forza al Mbour Petite-Côte.
A gennaio 2016 è passato ai turchi del Gaziantep BB, compagine militante in 1. Lig. Ha esordito in squadra il 7 febbraio successivo, subentrando ad İskender Alın nella vittoria per 2-0 sul Kayseri Erciyesspor: ha segnato una delle reti in favore della sua squadra. È rimasto in squadra per un anno e mezzo, totalizzando 30 presenze ed una rete, tra campionato e coppa.
L'8 agosto 2017, i norvegesi del Molde hanno reso noto l'ingaggio di Wadji, dopo che questi aveva sostenuto un provino col club nelle settimane precedenti. Ha debuttato in Eliteserien in data 20 agosto, subentrando a Thomas Amang nella sconfitta per 3-2 subita sul campo dello Stabæk. Il 19 novembre ha trovato il primo gol nella massima divisione norvegese, con cui ha sancito la vittoria per 0-1 sul campo del Lillestrøm. Ha disputato 10 partite in questa porzione di stagione, tra campionato e coppa, con una rete all'attivo.
Il 12 gennaio 2018 ha prolungato il contratto che lo legava al Molde, fino al 31 dicembre 2020.
Il 26 luglio successivo è passato in prestito all'Haugesund, fino al termine della stagione. Il 4 dicembre 2018, l'Haugesund ha ingaggiato Wadji a titolo definitivo: il giocatore ha firmato un contratto triennale.
Il 21 giugno 2019, l'Haugesund ha reso noto che Wadji era stato trovato positivo ad un test anti-doping (morfina). È stato pertanto squalificato per 14 mesi. Il 29 maggio 2020 gli è stato concesso di tornare ad allenarsi con i compagni.
Il 18 agosto 2021, Wadji è stato ceduto agli azeri del Qarabağ.

### Nazionale
Wadji ha giocato per il Senegal nel campionato mondiale Under-20 2015.

## Statistiche

### Presenze e reti nei club
Statistiche aggiornate al 21 ottobre 2023.
| Stagione                 | Club                     | Campionato               | Campionato | Campionato | Coppe nazionali | Coppe nazionali | Coppe nazionali | Coppe continentali | Coppe continentali | Coppe continentali | Supercoppe | Supercoppe | Supercoppe | Totale | Totale |
| Stagione                 | Club                     | Comp                     | Pres       | Reti       | Comp            | Pres            | Reti            | Comp               | Pres               | Reti               | Comp       | Pres       | Reti       | Pres   | Reti   |
| ------------------------ | ------------------------ | ------------------------ | ---------- | ---------- | --------------- | --------------- | --------------- | ------------------ | ------------------ | ------------------ | ---------- | ---------- | ---------- | ------ | ------ |
| 2013-2014                | Yeggo Dakar              | L1                       | ?          | ?          | CS              | ?               | ?               | -                  | -                  | -                  | -          | -          | -          | ?      | ?      |
| 2014-2015                | Mbour Petite-Côte        | L1                       | ?          | ?          | CS              | ?               | ?               | -                  | -                  | -                  | -          | -          | -          | ?      | ?      |
| 2015-gen. 2016           | Mbour Petite-Côte        | L1                       | ?          | ?          | CS              | ?               | ?               | -                  | -                  | -                  | -          | -          | -          | ?      | ?      |
| Totale Mbour Petite-Côte | Totale Mbour Petite-Côte | Totale Mbour Petite-Côte | ?          | ?          |                 | ?               | ?               |                    | -                  | -                  |            | -          | -          | ?      | ?      |
| gen.-giu. 2016           | Gaziantep BB             | 1L                       | 11         | 1          | CT              | -               | -               | -                  | -                  | -                  | -          | -          | -          | 11     | 1      |
| 2016-2017                | Gaziantep BB             | 1L                       | 17         | 0          | CT              | 2               | 0               | -                  | -                  | -                  | -          | -          | -          | 19     | 0      |
| Totale Gaziantep BB      | Totale Gaziantep BB      | Totale Gaziantep BB      | 28         | 1          |                 | 2               | 0               |                    | -                  | -                  |            | -          | -          | 30     | 1      |
| ago.-dic. 2017           | Molde                    | ES                       | 9          | 1          | CN              | 1               | 0               | -                  | -                  | -                  | -          | -          | -          | 10     | 1      |
| gen.-lug. 2018           | Molde                    | ES                       | 4          | 1          | CN              | 2               | 2               | UEL                | 1                  | 0                  | -          | -          | -          | 7      | 3      |
| Totale Molde             | Totale Molde             | Totale Molde             | 13         | 2          |                 | 3               | 2               |                    | 1                  | 0                  |            | -          | -          | 17     | 4      |
| lug.-dic. 2018           | Haugesund                | ES                       | 12         | 6          | CN              | 1               | 0               | -                  | -                  | -                  | -          | -          | -          | 13     | 6      |
| 2019                     | Haugesund                | ES                       | 10         | 4          | CN              | 1               | 1               | UEL                | 0                  | 0                  | -          | -          | -          | 11     | 5      |
| 2020                     | Haugesund                | ES                       | 20         | 7          | -               | -               | -               | -                  | -                  | -                  | -          | -          | -          | 20     | 7      |
| gen.-ago. 2021           | Haugesund                | ES                       | 13         | 8          | CN              | 0               | 0               | -                  | -                  | -                  | -          | -          | -          | 13     | 8      |
| Totale Haugesund         | Totale Haugesund         | Totale Haugesund         | 55         | 25         |                 | 2               | 1               |                    | 0                  | 0                  |            | -          | -          | 57     | 26     |
| 2021-2022                | Qarabağ                  | PL                       | 16         | 11         | CA              | 4               | 4               | UECL               | 8                  | 1                  | -          | -          | -          | 28     | 16     |
| lug.-ago. 2022           | Qarabağ                  | PL                       | -          | -          |                 | -               | -               | UCL                | 8                  | 4                  | -          | -          | -          | 8      | 4      |
| Totale Qarabağ           | Totale Qarabağ           | Totale Qarabağ           | 16         | 11         |                 | 4               | 4               |                    | 16                 | 5                  |            | -          | -          | 36     | 20     |
| 2022-2023                | Saint-Étienne            | L2                       | 30         | 12         | CF              | 1               | 0               |                    | -                  | -                  | -          | -          | -          | 31     | 12     |
| 2023-2024                | Saint-Étienne            | L2                       | 2          | 0          |                 | -               | -               | CF                 | -                  | -                  | -          | -          | -          | 2      | 0      |
| Totale Saint-Étienne     | Totale Saint-Étienne     | Totale Saint-Étienne     | 32         | 12         |                 | 1               | 0               |                    | -                  | -                  |            | -          | -          | 33     | 12     |
| Totale                   | Totale                   | Totale                   | 144+       | 51+        |                 | 12+             | 7+              |                    | 17                 | 5                  |            | -          | -          | 173+   | 63+    |

## Palmarès

### Club

#### Competizioni nazionali
- Campionato azero: 1

Qarabag: 2021-2022